# Na pustej drodze
Na pustej drodze – trzeci singiel zespołu PIN z trzeciego w ich karierze albumu Film o sobie, wydany w sierpniu 2011 roku.
Przebój był promowany w wybranych rozgłośniach radiowych, zajął m.in. 1. miejsce na POPLiście radia RMF FM w notowaniu 2461, 2. pozycję na liście przebojów Najlepsza 10-tka Katolickiego Radia Podlasie czy też 1. miejsce na balladowej liście przebojów Radia Fama.
Autorem tekstu i kompozytorem jest Aleksander Woźniak.